# Đậu Calypso
Đậu Calypso, hay đậu Orca, đậu Âm dương, là một giống cây trồng thuộc loài Phaseolus vulgaris nằm trong họ Đậu.

## Đặc điểm

### Cây
Đậu Calypso được xem là đậu thận (kidney bean) lai (hybrid). Cây đậu phát triển dạng bụi rậm và có thể cao tới 38 cm. Khi ra trái sẽ có 4-5 hạt trong mỗi quả đậu. Phải mất từ 70-90 ngày để phát triển từ hạt thành cây ra quả và hạt để thu hoạch. Hạt đậu nhỏ, chiều dài 1 cm và tròn mập (plump).

### Hạt
Đậu Calypso thường được biết nhiều bởi màu sắc rõ ràng với độ tương phản nổi bật của màu nửa đen và nửa trắng. Có thể là 1 hoặc 2 chấm đen trên nền trắng mặc dù cũng có loại màu đỏ và trắng.

## Sử dụng
Khi còn non, quả có thể được thu hoạch như một quả đậu non để sử dụng. Nhưng khi hoàn toàn trưởng thành, chúng được sử dụng như hạt đậu khô.

## Lượng tương đương
Đậu Calypso tăng kích thước, nở gấp đôi khi nấu và có kết cấu mịn (smooth texture): 1 cốc đậu khô = 2 cốc đậu nấu.